# Святослав (Шевчук)
Святосла́в Ю́рьевич Шевчу́к (укр. Святослав Юрійович Шевчук; род. 5 мая 1970, Стрый, Львовская область) — верховный архиепископ Киево-Галицкий, глава Украинской грекокатолической церкви (с 2011 года).

## Биография
Родился 5 мая 1970 года в городе Стрый Львовской области. Окончил среднюю школу № 10. Как выпускник медучилища, два года отслужил фельдшером в отдельном батальоне аэродромного обслуживания (ОБАТО) Луганского высшего военного авиационного училища.
В 1991—1992 годах обучался в Центре философско-богословского образования «Дон Боско» в Буэнос-Айресе (Аргентина). С 1992 по 1994 год проходил обучение во Львовской семинарии.

### Церковное служение
26 июня 1994 года рукоположён во священники кардиналом Мирославом Иваном Любачивским. После рукоположения учился в Папском университете святого Фомы Аквинского, получил докторскую степень в области богословской антропологии и морального богословия византийской традиции. После окончания обучения вернулся во Львов, где работал сначала префектом, а затем вице-ректором Львовской грекокатолической семинарии.
С 2002 по 2005 год исполнял обязанности личного секретаря кардинала Любомира Гузара, и руководил архиепископской курией во Львове.
14 января 2009 года Папа Бенедикт XVI назначил Святослава Шевчука вспомогательным епископом епархии Покрова Пресвятой Богородицы в Буэнос-Айресе (Аргентина) и титулярным епископом Castra di Galba. Рукоположён в епископы 7 апреля 2009 года в соборе Святого Юра во Львове. Главным консекрантом был архиепископ Игорь Возьняк. 10 апреля 2010 года Шевчук был назначен апостольским администратором епархии Покрова Пресвятой Богородицы в Аргентине, где служил вместе с кардиналом Хорхе Бергольо, ставшим впоследствии Папой Римским Франциском.

### Предстоятель Украинской грекокатолической церкви
23 марта 2011 года избран Верховным архиепископом Киевским и Галицким на синоде Украинской грекокатолической церкви, состоявшемся в связи с отставкой с поста Верховного архиепископа Любомира Гузара, а 25 марта папа Бенедикт XVI утвердил Святослава Шевчука на посту Верховного архиепископа.
2 апреля 2011 года заявил, что будет добиваться у Ватикана статуса патриархата для Украинской грекокатолической церкви, а 5 апреля — о своём желании встретиться с патриархом Кириллом, чтобы снять напряжение между Русской православной церковью и украинскими греко-католиками.
С июня 2011 года — член Конгрегации по делам восточных церквей.
23 августа 2011 года в Киево-Печерской лавре прошли официальные переговоры с митрополитом Киевским Владимиром (Сабоданом).
16 марта 2022 года возглавил Молебен во время войны — совместную ежедневную молитву за победу украинского войска, которую в 12:00 из разных мест Украины транслирует «Живое телевидение». Святослав призвал всех украинцев быть воинами мира на своём месте и отметил, что тот, кто защищает своё, духовно сильнее захватчиков: «Господь Бог, который является Богом мира, усилит украинскую победу, потому что мы знаем, что не от человека приходит победа, и не оружие решает всё, а Божья сила».

## Языки
Владеет украинским, русским, испанским, английским, польским, старославянским, греческим и итальянским языками. Читает по-немецки.

## Семья
- Отец — Юрий Иванович Шевчук (р. 1945), окончил политехнический институт по специальности радиоинженера. До 1985-го работал на железной дороге в Стрые. Потом до пенсионного возраста был директором телеателье.
- Мать — Вера Васильевна Шевчук (р. 1948) с 1966 года преподаёт в музыкальной школе г. Стрый.
- Брат — Всеволод Шевчук (р. 1981), окончил Стенфордскую семинарию, потом университет в Вашингтоне. Женат (супруга Галина), 12 марта 2011 года рукоположён во священника.

## Награды
- Орден «За заслуги» ІІІ степени (2021)[10]